# Bangiomorpha pubescens
La bangiomorfa (Bangiomorpha pubescens) è un organismo estinto, interpretato come un'alga rossa. I fossili sono stati ritrovati sull'isola di Somerset, nel Canada artico, e risalgono a circa 1 miliardo e 200 milioni di anni fa.

## Significato dei fossili
I fossili di Bangiomorpha mostrano filamenti multicellulari, identificati come alghe rosse bangiacee sulla base del tipo di divisione delle cellule. Questo organismo è considerato il più antico eucariota rinvenuto finora, e rappresenta un punto chiave nella filogenia dei protisti. La formazione differenziale di spore e gameti mostra che Bangiomorpha deve essersi riprodotta sessualmente, e questi fossili sono il più antico riscontro di tale innovazione; ciò avrebbe permesso non soltanto i vantaggi di una notevole ricombinazione genetica, ma soprattutto una multicellularità complessa.